# Фаусто Соцціні
Фаусто Паоло Соцціні (також Фауст Социн; Fausto Sozzini, Faustus Socinus, Faustus Socyn, псевдоніми.: Dominicus Lopez Soc. Jesu, Prosper Dysidaeus, Prosper Gratianus(?), Felix Turpis v. Turpicio v. Turpilio v. Turpio Urbevetanus, Gratianus Turpio Gerapolensis; італ. Fausto Paolo Sozzini, лат. Faustus Socinus, 5 грудня 1539, Сієна — 3 березня 1604, Люславиці) — релігійний діяч-реформатор італійського походження, протестантський теолог, засновник антитринітарного руху социніан.

## Життєпис
Народився 5 грудня 1539 року в м. Сієні (нині Італія) у багатій, відомій, значній родині правників. Прапрадід — Маріано-старший (1397—1467), дід — Маріано-молодший (1482—1556) були відомими в Європі. Відомим правником був батько Алессандро (1508—1541) — професор університетів у Болоньї, Мацерато. Мати — Аґнесса Петруччі — походила з відомої родини, була правнучкою Папи Пія ІІ. Дитинство, крім 1553—1557 років (Болонья), провів у Сієні.
Прихильниками реформації були четверо його стриїв, діяльних у Сієні, родинному маєтку Скопето:
- Леліо (або Лелій,[5] 1525—14 травня 1562, Цюрих) — антитринітарій, з 1547 року через це був в еміграції, рідко відвідував Італію;
- Камілло (змушений був виїхати до Швейцарії),
- Цельсо,
- Корнеліо (був арештований інквізицією в Скопето 17 вересня 1560).

Фаусто Соцціні заховався в Сієні чи околицях, може, попереджений Козімою де Медічі — правителем Тоскани, їхнім прихильником. 21 квітня 1561 залишив Сієну, поїхав до Ліону. Тут вів родинний бізнес, займався літературою. Поїхав до Цюриха після звістки про смерть стрийка. Залишився тут, зберігаючи обережність, побував у Базелі (тут мав дискусії з С. Кастельйоном), Женеві, мав добрі стосунки з кальвіністами (зокрема, Вольфом у Цюриху).
Наприкінці червня 1563 повернувся до Італії. Цей 12-річний період життя найменш вивчений. У 1565—1568 перебував у Римі, правдоподібно як секретар аудитора Римської роти С. О. Раццільї, тоді познайомився з кардиналом Дж. Сірлетом (мав приязні стосунки); у 1569—1575 роках перебував на службі в княгині Ізабели де Медічі, її чоловіка Паоло Джордано Орсіні.
Дорогою до Семигороддя восени 1578 року затримався у Кракові. У червні 1579 залишив Колошвар, виїхав до Кракова. Синод у Ракові 10 травня 1580 не прийняв його до Збору. У вересні 1580 року брав участь у дискусії антитринітаріїв з кальвіністами в Левартові. У лютому 1583 сховався в Павликовицях, маєтності Кшиштофа Морштина, щоб перечекати «бурю» в суспільстві через вихід його книги «Ad Iacobi Paleologi librum, cui titulus est: Defensio verae sententiae de magistratu politico etc. pro Racoviensibus responsio» (Раків, 1581).
Важко пережив передчасну смерть дружини. В жовтні 1587 померли його тосканські протектори — великий князь Франческо де Медічі, його дружина Б'янка Капелло. Новий володар Тоскани Фердінандо де Медічі не відповідав на листи Ф. Соцціні з проханнями протекції. 1 червня 1588 інквізиція розпочала в Сієні заочний процес проти нього, який закінчився звичним вироком смерті 3 лютого 1591 року; це потягнуло процес конфіскації маєтків Ф. Соцціні, який закінчився по його смерті (1606 року); через це вів скромне життя, користувався допомогою приятелів, головно королівського медика Ніколо Буччеллі, польських одновірців. Через відсутність підсудного було спалено його опудало.
У серпні 1588 в Бересті на Синоді відбулося об'єднання з організацією Шимона Будного. 6 жовтня 1594 року був зневажений на вулиці Кракова слугами шляхтича Каспера Вернка через перехід на антитринітаризм його батька чи тестя. 29 квітня 1598 року студенти Краківського університету вдерлися до його помешкання, знищили книги, рукописи (зокрема, трактат проти атеїзму), його хворого витягли на вулицю, потягнули до Вісли топити; врятований завдяки заступництву кількох професорів на чолі з Марціном Вадовітою.
Незважаючи на тривале проживання в Польщі, мріяв повернутися додому, польську мову знав поверхово.

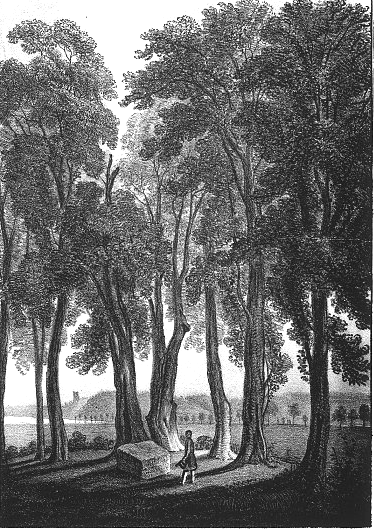
могила

### Сім'я
Дружина — Ельжбета Морштин (пом. вересень 1587), дочка Кшиштофа; одружилися у травні 1586 року. Донька Аґнєшка (нар. травень 1587) вийшла за Станіслава Вішоватого, стала матір'ю социніанського мислителя Анджея Вішоватого.

### Деякі погляди
Суспільно-політична доктрина Соцціні сприймала приватну власність, підданство селян, отримання посад, звертання до суду з позовами. Декларуючи певний послух суспільній владі, Фаусто Соцціні залишився по суті моралістом-аскетом, який не дуже цікавився суспільним життям. Участь у війні вважав негідною для християнина через ймовірне проливання крові (за ним, надзвичайно тяжкий гріх). Був противником смертної кари (як і анабаптисти).